# Источник Q

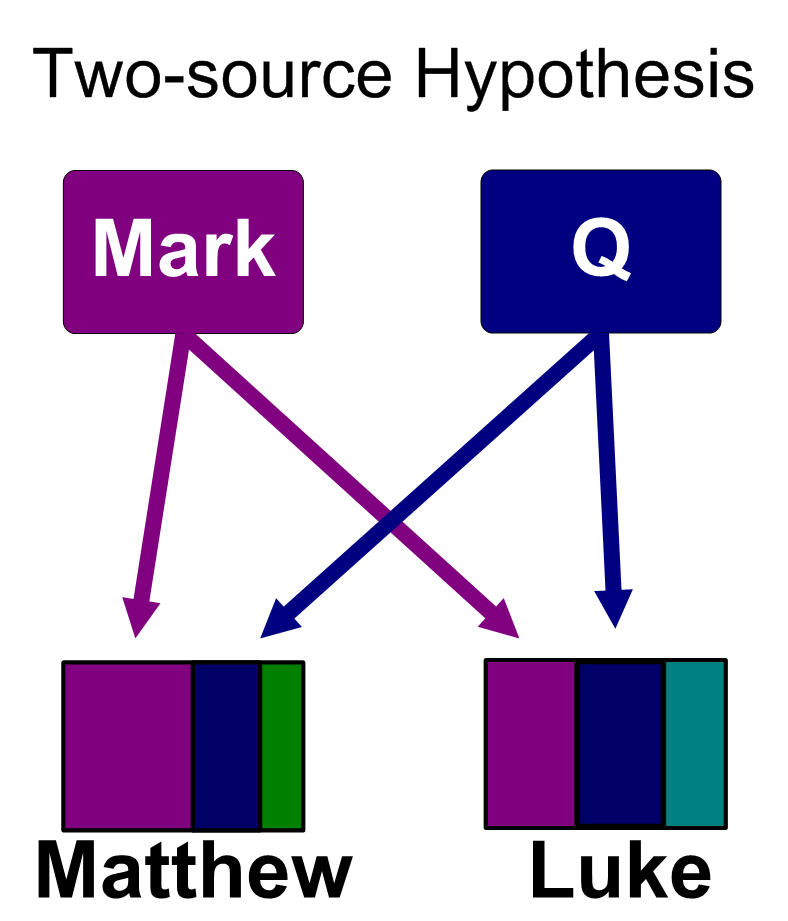
Евангелия от Матфея и Луки были написаны независимо друг от друга, каждое из них использует в качестве источника Марка и второй документ под названием «Q». Q — «общий» материал у Матфея и Луки, которого нет у Марка

Исто́чник Q (от нем. Quelle — «источник») — гипотетический сборник изречений Иисуса Христа, который авторы Евангелий от Матфея и Луки независимо друг от друга использовали в качестве источника наряду с Евангелием от Марка.
Предположение о существовании подобного источника было выдвинуто в XIX веке на основании того факта, что значительную часть общего материала Евангелий от Матфея и Луки, отсутствующего при этом в Евангелии от Марка, составляют изречения (логии, др.-греч. λόγια) Иисуса.
В настоящее время гипотезу о существовании источника Q широко используют в библеистике для обоснования различных решений синоптической проблемы. В частности, она лежит в основе гипотез двух и четырёх источников Евангелий от Матфея и Луки.
По гипотезе о четырёх источниках общего материала Матфея и Луки признают существование, наряду с Q и Евангелием от Марка, ещё двух источников особого материала этих Евангелий, обозначаемых соответственно M и L. Эта гипотеза является одной из самых влиятельных в современной библеистике.

## История вопроса
На протяжении веков библеисты придерживались гипотезы Августина, согласно которой Евангелие от Матфея было написано первым, Марк использовал Матфея, а Лука следовал и за Матфеем, и за Марком. Евангелие от Иоанна совершенно отличается от трёх других, которых из-за их сходства называют «синоптическими Евангелиями». Исследователи Нового Завета девятнадцатого века, которые отвергли приоритет Матфея в пользу приоритета Марка, предположили, что авторы Матфея и Луки черпали общий материал из Евангелия от Марка. Но Матфей и Лука также содержат значительный объём текста, которого нет у Марка. Они предположили, что ни одно из этих двух Евангелий не опирается на второе, а оба опираются на второй общий источник, который был назван «Q». Имя «Q» было введено немецким теологом и библеистом Иоганном Вайсом.
Герберт Марш, англичанин, рассматривается некоторыми как первый человек, который выдвинул гипотезу о существовании источника «повествования» и источника «высказываний», хотя он включил в последние притчи уникальные для Матфея и уникальные для Луки. В своей работе 1801 года, «Диссертация о происхождении и составе наших трёх первых канонических Евангелий», он использовал еврейскую букву алеф (א) для обозначения источника повествования и букву бет (ב) для обозначения источника высказываний.
Следующим человеком, выдвинувшим гипотезу «высказываний», был немец Фридрих Шлейермахер в 1832 году. Шлейермахер интерпретировал загадочное высказывание раннехристианского писателя Папия Иерапольского (95-109 года) («Матфей записал беседы Иисуса по-еврейски, переводил их кто как мог») как свидетельство отдельного источника. Вместо традиционной интерпретации, что Папий имел в виду написание Евангелия от Матфея на иврите, Шлейермахер предположил, что Папий на самом деле имел в виду собрание высказываний апостола Матфея, которое позже использовалось вместе с элементами повествования другим «Матфеем» и другими евангелистами.
В 1838 году другой немец, Христиан Герман Вайсс, взял предложение Шлейермахера об источнике высказываний и объединил его с идеей приоритета Марка, чтобы сформулировать то, что теперь называют «гипотезой о двух источниках», в которой и Матфей и Лука использовали Марка и некий источник высказываний. Генрих Юлиус Хольцман (нем.) поддержал этот подход во влиятельной трактовке синоптической проблемы в 1863 году и с тех пор гипотеза о двух источниках доминирует.
В это время второй источник обычно называли «Logia» или «Logienquelle» (логия-источник) в силу утверждения Папия и Хольцман дал ему символ лямбда (Λ). Но к концу XIX века начали расти сомнения в правильности привязки его существования к рассказу Папия. Таким образом, символ Q (который был изобретён Иоганном Вайсом для обозначения Quelle, означающего «источник») был принят, чтобы оставаться нейтральным в отношении связи Папия с собранием высказываний.
Эта гипотеза о двух источниках предполагает, что Матфей заимствовал как у Марка, так и из Q. Для большинства учёных Q объясняет то, что является общим у Матфея и Луки, иногда дословно, но отсутствует у Марка. Примерами могут служить 3 искушения Иисуса, Заповеди блаженства, Молитва Господня и многие отдельные высказывания.
В книге «Четыре Евангелия: исследование происхождения» (The Four Gospels: A Study of Origins; 1924) Бернетт Хиллман Стритер утверждал, что за материалом в Евангелии от Матфея, не имеющим параллели в Евангелии от Марка или Луки, стоит третий гипотетический источник, названный им «М». Эта гипотеза предполагает, что в основе евангелий от Матфея и Луки лежат по меньшей мере 4 источника, а именно Евангелие от Марка и 3 утраченных текста: Q, M, L.
В течение оставшейся части XX века были различные проблемы и уточнения гипотезы Стритера. Например, в своей книге 1953 года «Евангелие от Марка» Пирсон Паркер выдвинул в качестве первоисточника раннюю версию Евангелия от Матфея («арамейского M» или «протоматфея»). Паркер утверждал, что невозможно отделить материал «M» Стритера от материала в Матфее, параллельного Марку.
В начале XX века было сделано более десятка реконструкций Q. Но эти реконструкции настолько отличались друг от друга, что не было ни одного стиха из Евангелия от Матфея, который бы встречался во всех них. В результате интерес к Q упал и им пренебрегали в течение многих десятилетий.
Это положение вещей изменилось в 1960-х годах после того, как стали доступны переводы недавно обнаруженного и аналогичного сборника высказываний — Евангелия от Фомы. Джеймс Робинсон из семинара Иисуса и Гельмут Кестер предположили, что коллекции высказываний, таких как Q и Евангелие от Фомы, представляли самые ранние христианские материалы в ранней точке траектории, которая в конечном итоге привела к каноническим Евангелиям. Этот всплеск интереса после открытия Евангелия от Фомы привёл ко всё более изощрённым литературным реконструкциям Источника Q.

## Гипотетическая композиция

Связи между Синоптическими Евангелиями. Для объяснений наличия «двойной традиции» между Евангелием от Матфея и Евангелием от Луки (тёмно-синий цвет) было предположено существование источника Q

Редакционная спекуляция, особенно в работе Джона Клоппенборга, анализирующего некоторые литературные и тематические явления, утверждала, что Q был составлен в 3 этапа. По его мнению, самым ранним этапом было собрание мудрых высказываний, затрагивающих такие вопросы, как бедность и ученичество. Затем, утверждает он, это собрание было расширено за счёт включения слоя осуждающих высказываний, направленных против «рода сего». Заключительный этап включал в себя повествование об искушении Иисуса.
Хотя Клоппенборг предостерегал от предположения, что история композиции Q совпадает с историей традиции Иисуса (то есть, что самый старый слой Q обязательно является самым старым и чистым слоем традиции Иисуса), некоторые недавние искатели «исторического Иисуса», включая членов семинара Иисуса, сделали именно это. Основываясь в своих реконструкциях главным образом на основе Евангелия от Фомы и древнейшем слое Q, они предполагают, что Иисус действовал как мудрец, а не как еврейский раввин, хотя не все участники подтверждают гипотезу о двух источниках. Клоппенборг затем сам стал участником семинара Иисуса.
Но учёные, поддерживающие гипотезу о 3-ступенчатом развитии Q, такие как Бертон Мак, утверждают, что единство Q происходит не только от того, что его используют Матфей и Лука, но также и потому, что в реконструированных слоях Q более поздние слои строятся и предполагают более ранние, тогда как обратное не имеет места. Таким образом, доказательство того, что Q было пересмотрено, не является доказательством разобщённости в Q, поскольку гипотетические изменения зависят от асимметричных логических связей между тем, что считается более поздним и более ранним слоями.
Некоторые библеисты считают, что неизвестный редактор составил греческое прото-Евангелие. Возможно, оно циркулировало в письменной форме примерно в то время, когда были составлены синоптические Евангелия (то есть, между концом 50-х и серединой 90-х годов нашей эры).

## Синоптические Евангелия и природа Q
Связь между тремя синоптическими Евангелиями выходит за рамки простого сходства во взглядах. Евангелия часто рассказывают об одних и тех же событиях, обычно в одном и том же порядке, иногда используя одни и те же слова. Учёные согласны в том, что сходство между Марком, Матфеем и Лукой слишком велико, чтобы быть случайным.
Если гипотеза о двух источниках верна, то Q, вероятно, был письменным документом. Если бы Q был просто общей устной традицией, вряд ли он мог бы объяснить почти идентичные дословные сходства между Матфеем и Лукой при цитировании материала Q. Точно так же можно сделать вывод, что Q был написан по-гречески. Если бы Евангелия от Матфея и Луки ссылались на документ, написанный на каком-то другом языке (например, арамейском), то маловероятно, что 2 независимых перевода имели бы точно такую же формулировку.
Документ Q должен был быть составлен до Матфея и Луки. Некоторые учёные даже предполагают, что Q предшествовал Марку. Время создания окончательного документа Q часто оценивается между 40-ми или 50-ми годами первого века, причём некоторые утверждают, что его так называемый «сапиенциальный слой» (1Q, содержащий 6 речей мудрости) был написан ещё в 30-х годах.
Если Q существовал, то с тех пор он был утрачен. Некоторые учёные считают, что его можно частично восстановить, изучив  фрагменты, общие для Матфея и Луки, но отсутствующие у Марка. Этот реконструированный Q не описывает события жизни Иисуса, Q не упоминает о рождении Иисуса, об избрании им 12-ти учеников, его распятии или воскресении. Вместо этого он представляется собранием высказываний и цитат Иисуса.

## Аргументы в пользу Q
Довод в пользу существования Q вытекает из аргумента о том, что ни Матфей, ни Лука не зависят друг от друга напрямую в двойной традиции (определяемой исследующими Новый Завет учёными как материал, который есть у Матфея и Луки и который не фигурирует в Евангелии от Марка). Но словесное соглашение между Матфеем и Лукой настолько близко в некоторых частях двойной традиции, что наиболее разумным объяснением этого соглашения является общая зависимость от общего для них письменного источника или источников. Даже если Матфей и Лука независимы, гипотеза Q утверждает, что они использовали общий документ. Аргументы в пользу того, что Q является письменным документом, включают:
- Иногда точность формулировок поражает, например, Мф. 6:24 = Лк. 16:13 (27 и 28 греческих слов соответственно); Мф. 7:7-8 = Лк. 11:9-10 (по 24 греческих слова).
- Иногда между ними существует общность, например, проповедь на равнине и Нагорная проповедь.
- Наличие дублетов, где Матфей и Лука иногда представляют 2 версии одного и того же высказывания, но в разных контекстах, только одна из этих версий появляется у Марка. Дублеты можно считать знаком двух письменных источников, то есть Марка и Q.
- Свидетельство самого Луки, что он тщательно изучил другие письменные «повествования о совершенно известных между нами событиях» (Лк. 1:1—4).

Тот факт, что сегодня не существует рукописей c текстом Q, не обязательно доказывает, что их не было. Многие раннехристианские тексты не сохранились, и мы знаем об этом только по их цитированию или упоминанию в сохранившихся текстах. Как только текст Q был включён в текст Матфея и Луки, больше не было необходимости сохранять его, так же как интерес к копированию Евангелия от Марка, по-видимому, значительно уменьшился, когда его информация была включена в Евангелие от Матфея. Редакция Международного проекта Q пишет: «во втором веке, когда происходил процесс канонизации, писцы не делали новых копий Q, так как процесс канонизации включал в себя выбор того, что должно и что не должно использоваться в церковном служении. Поэтому они предпочитали делать копии Евангелий от Матфея и Луки, где высказывания Иисуса из Q были перефразированы, чтобы избежать недоразумений и соответствовать их собственной конъюнктуре и их пониманию того, что Иисус действительно имел в виду».

## Аргументы против Q
Хотя гипотеза о двух источниках остаётся наиболее популярным объяснением происхождения синоптических Евангелий, существование «второстепенных согласований» вызывает серьёзную озабоченность. Эти незначительные соглашения — те пункты, где Матфей и Лука соответствуют друг другу, но не соответствуют Марку или даже отсутствуют там. Например, насмешливый вопрос при избиении Иисуса: «Кто ударил Тебя?» (Лк. 22:64, Мф. 26:68), присутствующие у Матфея и у Луки, но отсутствующие у Марка (хотя это «второстепенное согласование» выходит за рамки обычно принятого диапазона Q). Такие «незначительные согласования» (minor agreements) ставят под сомнение предположение, что Матфей и Лука знали Марка, но не друг друга, например, Лука мог действительно следовать за Матфеем или, по крайней мере, за подобным Матфею источником. Пибоди и Макникол утверждают, что до тех пор, пока не будет найдено разумное объяснение, гипотеза о двух источниках не является жизнеспособной.
Во-вторых, как мог исчезнуть крупный и уважаемый источник, положивший начало двум каноническим Евангелиям? Если бы Q действительно существовал, он был бы высоко ценим в ранней Церкви. Ещё большая загадка заключается в том, почему обширные церковные каталоги, составленные Евсевием и Никифором, опускают столь важную работу, но включают в себя такие неканонические тексты, как Евангелие от Петра и Евангелие от Фомы. Существование ценного документа изречений, о котором не упоминали ранние Отцы Церкви, остаётся одной из величайших загадок современной библейской науки. Пьер Франко Беатриче утверждает, что до тех пор, пока эти вопросы не будут решены, существование Q останется под сомнением.
Некоторые учёные утверждают, что Евангелие от евреев было основой синоптической традиции. Они указывают, что в первом разделе «О знаменитых мужах» Иеронима Стридонского мы находим Евангелие от Марка там, где оно должно быть, поскольку это было первое Евангелие, написанное и использовавшееся в качестве источника для более поздних Евангелий. За ним должен следовать Q. Однако Q или чего-то подобного в верхней части списка Иеронима нет. Более того, Иероним вообще ни словом не оговаривается о сборнике логий Христа. Скорее, первым основополагающим документом является не Q, а Евангелие от евреев.
Остин Фаррер, Майкл Гоулдер и Марк Гудакр также выступали против Q, поддерживая приоритет Марка и утверждая, что Лука использовал Евангелие от Матфея. Эта точка зрения стала известна как гипотеза Фаррера. Фаррер в своей статье 1955 года, где впервые была опубликована эта гипотеза, отмечал, что когда мы находим 2 документа, которые содержат общий материал, идентичный в словах и фразах, которые они используют для описания некоторых сцен, самым простым объяснением является то, что один из них использовал другой в качестве источника, а не оба использовали третий документ в качестве источника. Гоулдер указывал на общие фразы Матфея, такие как «порождения ехиднины», «дать плод» и «бросить в огонь», которые появляются у Луки только 1 раз, в отрывке Q. Вывод Гоулдера, основанный на стилях письма, заключается в том, что Матфей является источником этих высказываний «Q». Гудакр отмечает, что до нас не дошло ни одной копии Q и что ни один ранний церковный писатель не делает однозначной ссылки на документ, напоминающий Q, который современные учёные реконструировали из общего материала Луки и Матфея.
Вопреки тому, что сторонники говорят, что открытие Евангелия от Фомы поддерживает концепцию «Евангелия высказываний», Марк Гудакр указывает, что Q имеет повествовательную структуру, как это было реконструировано, а не просто список высказываний.
Другие учёные привели другие аргументы против Q: 2 документа, оба исправляющие язык Марка, добавляющие рассказы о рождении и эпилог Воскресения, а также добавляющие большое количество «материала высказываний», скорее всего, намеренно повторяют друг друга, а не имеют подобное строение по совпадению. В частности, есть 347 случаев (по подсчётам Нейринка), когда одно или несколько слов добавляются к тексту Марка как у Матфея, так и у Луки; они называются «второстепенными согласованиями» в противоположность Марку. 198 примеров включают одно слово, 82 — два слова, 35 — три, 16 — четыре, а 16 примеров включают пять или более слов в дошедших до нас текстах Матфея и Луки по сравнению с отрывками из Евангелия от Марка.
Джон Уэнхэм (1913—1996) придерживался гипотезы Августина, что Матфей был первым Евангелием, Марк — вторым, а Лука — третьим, и возражал на тех же основаниях, что и те, кто придерживается гипотезы Грисбаха. Эта Линнеманн, в прошлом последователь Рудольфа Бультмана, отвергла Q и первенство Евангелия от Марка в пользу вариации гипотезы двух Евангелий, которая утверждает, что требование Моисея о «двух свидетелях» сделало 2 еврейских Евангелия необходимостью для аудитории диаспоры.
Митрополит Иларион (Алфеев) критикует гипотезу об источнике Q, подчёркивая её умозрительность: «„Источник Q“ создали учёные путем выдёргивания отдельных слов, маленьких рассказов из канонических и апокрифических Евангелий. Они решили, что Иисус, которого они смоделировали, должен был создать именно такое „евангелие“».